# Юнион (Западная Виргиния)
Юнион (англ. Union) — город в штате Западная Виргиния, США. Он является административным центром округа Монро. В 2010 году в городе проживало 565 человек.

## Географическое положение и транспорт
Юнион находится на юге штата Западная Виргиния на пересечении дорог US 219 и дороги штата 3. По данным Бюро переписи населения США город имеет общую площадь в 1,17 км².

## История
Современная территория города была заселена в 1774 году Джеймсом Александром. В 1799 году был образован округ Монро, и Александр предложил свои владения для постройки здания окружного суда и будущего города. Юнион был основан в 1800 году, тогда было закончено строительство здания окружного суда и открыта почта. Город являлся местом встречи солдат во время индейских войн, поэтому получил название Union. Город был инкорпорирован в 1868 году. Около города находится памятник солдатам-конфедератам округа Монро.

## Население
По данным переписи 2010 года население Юниона составляло 565 человека (из них 48,1 % мужчин и 51,9 % женщин), было 264 домашних хозяйства и 156 семей. Расовый состав: белые — 94,9 %, коренные американцы — 0,2 % и представители двух и более рас — 1,6 %.
Из 264 домашних хозяйств 38,1 % представляли собой совместно проживающие супружеские пары (11,4 % с детьми младше 18 лет), в 16,3 % домохозяйств женщины проживали без мужей, в 4,5 % домохозяйств мужчины проживали без жён, 40,9 % не имели семьи. В среднем домашнее хозяйство вели 2,14 человека, а средний размер семьи — 2,77 человека.
Население города по возрастному диапазону распределилось следующим образом: 21,8 % — жители младше 18 лет, 3,2 % — между 18 и 21 годами, 50,6 % — от 21 до 65 лет и 24,4 % — в возрасте 65 лет и старше. Средний возраст населения — 44,3 года. На каждые 100 женщин приходилось 92,8 мужчины, при этом на 100 совершеннолетних женщин приходилось уже 84,9 мужчин сопоставимого возраста.
В 2014 году из 481 трудоспособных жителей старше 16 лет имели работу 209 человек. При этом мужчины имели медианный доход в 31 875 долларов США в год против 37 500 долларов среднегодового дохода у женщин. В 2014 году медианный доход на семью оценивался в 45 455 $, на домашнее хозяйство — в 33 068 $. Доход на душу населения — 16 594 $. 16,7 % от всего числа семей и 28,7 % от всей численности населения находилось на момент переписи за чертой бедности.

## Климат
По классификации климатов Кёппена климат Юниона относится к морскому климату западного побережья (Cfb). Средняя температура в году — 11 °C, самый тёплый месяц — июль (средняя температура 21,7 °C), самый холодный — январь (средняя температура 0,2 °C). Среднее количество осадков в году 916,9 мм.
| Показатель                | Янв. | Фев. | Март | Апр. | Май  | Июнь | Июль | Авг. | Сен. | Окт. | Нояб. | Дек. | Год |
| ------------------------- | ---- | ---- | ---- | ---- | ---- | ---- | ---- | ---- | ---- | ---- | ----- | ---- | --- |
| Средний максимум, °C      | 6,2  | 7,6  | 12,4 | 18,3 | 23,3 | 26,9 | 28,7 | 28,1 | 25,4 | 19,7 | 12,8  | 6,8  | 18  |
| Средняя температура, °C   | 0,2  | 1,2  | 5,6  | 10,7 | 15,6 | 19,7 | 21,7 | 21,1 | 17,9 | 11,7 | 5,8   | 0,8  | 11  |
| Средний минимум, °C       | −5,7 | −5,2 | −1,4 | 3,1  | 8    | 12,5 | 14,7 | 14   | 10,3 | 3,8  | −1,3  | −5,2 | 4   |
| Норма осадков, мм         | 70   | 65   | 81   | 75   | 88   | 89   | 99   | 86   | 73   | 65   | 60    | 66   | 918 |
| Источник: Погода и климат |      |      |      |      |      |      |      |      |      |      |       |      |     |

## Достопримечательности

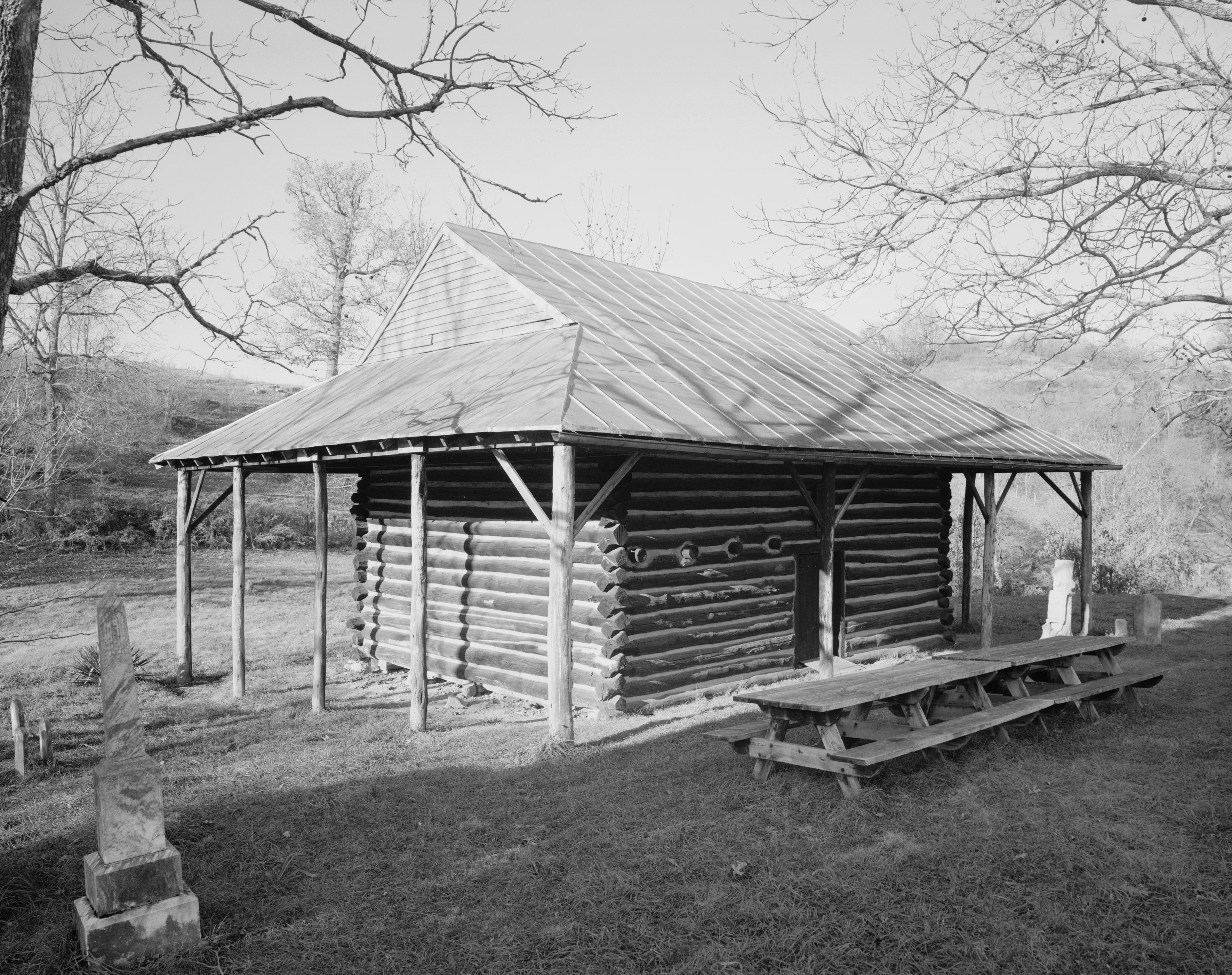
Церковь Рехобос

В городе и его окрестностях находится 12 объектов, входящих в Национальный реестр исторических мест США:
- Методистская церковь Рехобос (англ. Rehoboth Church, #74002016). Находится в 3 км к востоку от города. Известна как самая старая существующая церковь Западной Виргинии.
- Дом Бирнсайд-Берн-Джонсона (англ. Byrnside-Beirne-Johnson House, #93001358) — форт пионеров Западной Виргинии, построенный в 1770 году шестью семьями.
- Дом бригадного генерала Джона Эчолса (англ. Brig. Gen. John Echols House, #85001415) — дом, построенный между 1845 и 1848 годами, 20 лет принадлежал Джону Эчолсу.
- Элмвуд или дом Хью Капертона (англ. Elmwood, #76001942) — дом, построенный в 1830-х годах.
- Уолнат Гроув или дом Эндрю Берна (англ. Walnut Grove, #77001378).
- Ферма Спринг-Валли (англ. Spring Valley Farm, #74002017) — ферма и дом, построенный в 1793 году.
- Исторический район Юниона (англ. Union Historic District, 90001844 #90001844), включает в себя 174 здания.
- Сельский исторический район Пикэвэй (англ. Pickaway Rural Historic District, #99000290), включает в себя 126 здания.

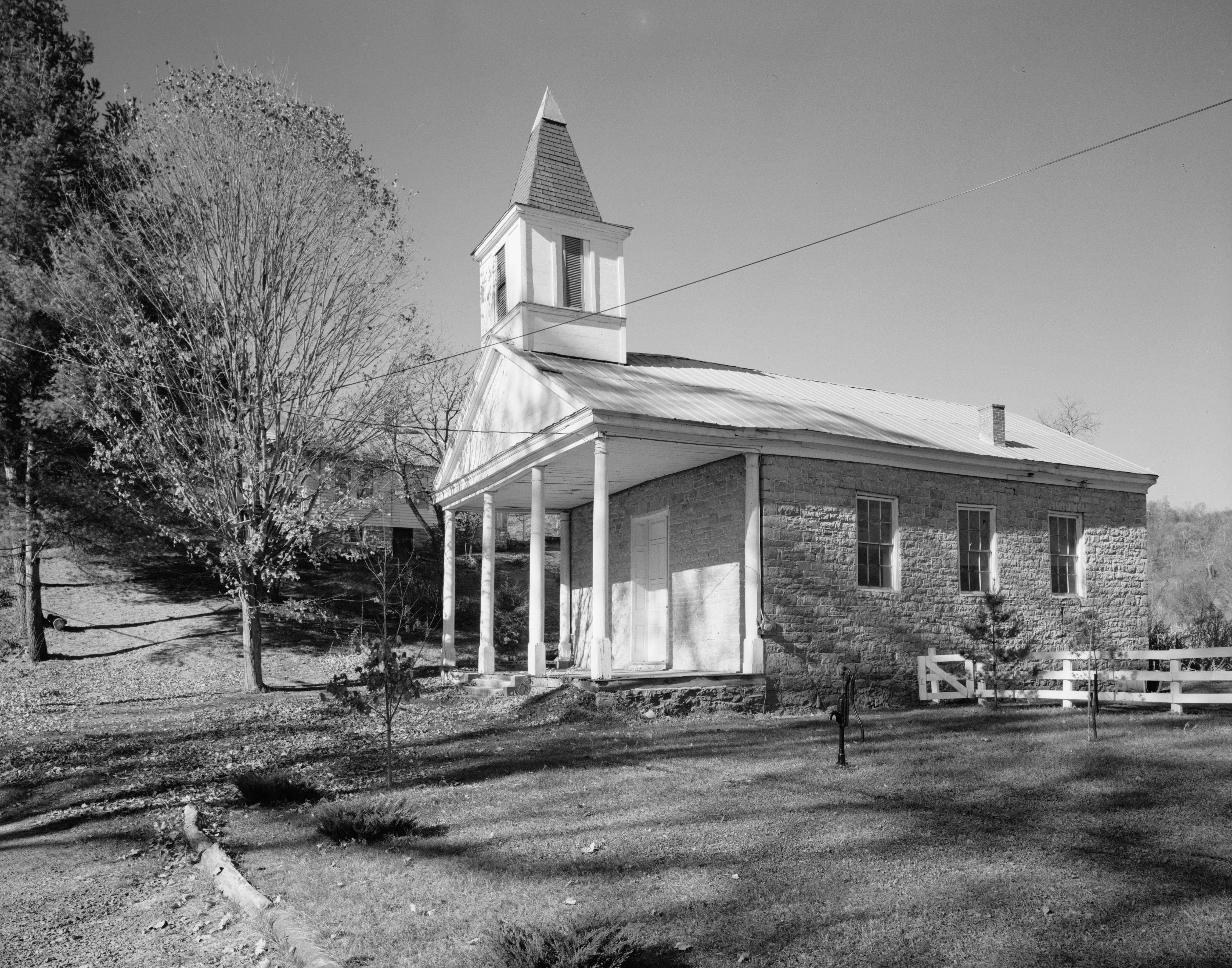
Часовня в Солт-Салфер-Спрингс

- Исторический район Солт-Салфер-Спрингс (англ. Salt Sulphur Springs Historic District, #85003412), включает в себя 7 зданий.
- Дом Уолласа Эстилла (англ. Wallace Estill, Sr., House, #84003634) — дом, построенный в 1773 году.
- Дом Кларенса Кэмбелла (англ. Clarence Campbell House, #95000872) — дом, построенный в 1907 году.
- Дом и исторический район Кларенса Кэмбелла (англ. William Gaston Caperton, Jr., House, #91001733), состоящий из 9 зданий.